# Winfield (Missouri)
Winfield is een plaats (city) in de Amerikaanse staat Missouri, en valt bestuurlijk gezien onder Lincoln County.

## Demografie
Bij de volkstelling in 2000 werd het aantal inwoners vastgesteld op 723.
In 2006 is het aantal inwoners door het United States Census Bureau geschat op 877, een stijging van 154 (21,3%).

## Geografie
Volgens het United States Census Bureau beslaat de plaats een oppervlakte van
1,4 km², geheel bestaande uit land. Winfield ligt op ongeveer 137 m boven zeeniveau.

## Plaatsen in de nabije omgeving
De onderstaande figuur toont nabijgelegen plaatsen in een straal van 12 km rond Winfield.